# Arthur Honegger (Journalist, 1924)

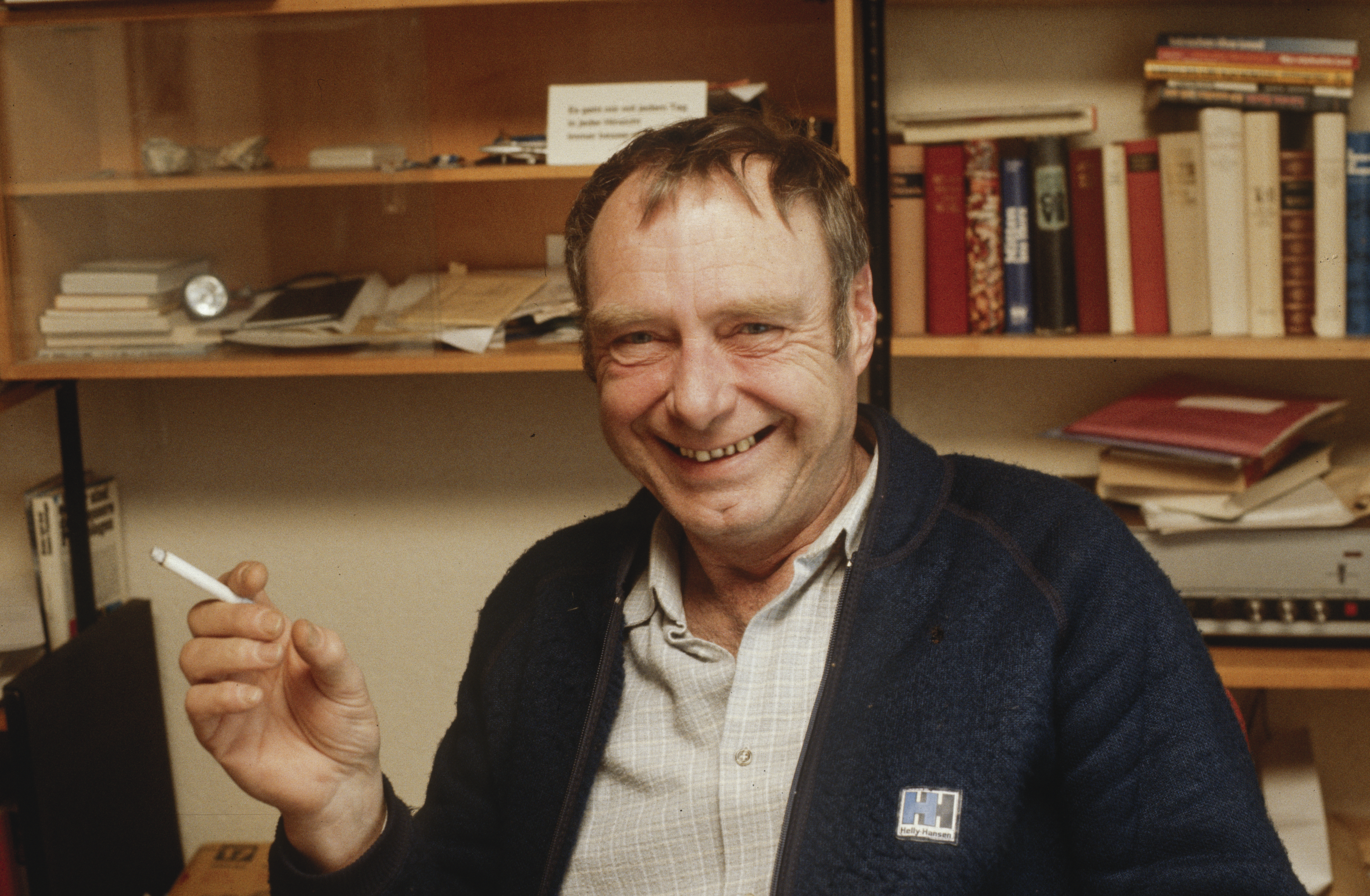
Arthur Honegger (1981)

Arthur «Turi» Honegger (* 27. September 1924 in St. Gallen; † 15. August 2017 in Nesslau) war ein Schweizer Journalist, Schriftsteller und Politiker (SP).

## Leben
Arthur Honegger wurde als nichteheliches Kind von Amtes wegen der minderjährigen Mutter weggenommen und zu einer Pflegefamilie im Zürcher Oberland gegeben. Mit 14 kam er in ein Heim, später als Verdingkind zu einem Bauern und schliesslich in die Arbeitserziehungsanstalt Uitikon bei Zürich. Nach der Entlassung schlug er sich in verschiedenen Berufen durch: Knecht, Reitbursche, Mineur, Melker, Arbeiter in der Maschinenindustrie, Werkstattschreiber.
1960 wurde er Sekretär der Sozialdemokratischen Partei des Kantons Thurgau und Redaktor der Thurgauer Arbeiterzeitung. Der Durchbruch als Journalist gelang ihm als Redaktor beim Boulevardblatt Blick von 1962 bis 1969, wo er u. a. als Berichterstatter für Nahost während des Sechstagekrieges und während des Auschwitzprozesses in Frankfurt tätig war. 1970 wechselte er als Chefredaktor zum Diners Club Magazin.
1974 erschien sein erstes Buch, Die Fertigmacher, über seine Kindheit und Jugend. Von 1991 bis 1996 war er Mitglied des St. Galler Kantonsrats. Honegger war seit 1949 verheiratet, hatte drei Kinder und lebte im toggenburgischen Krummenau.
Honegger schrieb meist stark autobiographisch gefärbte Texte aus Bereichen, die er von innen kannte: Verdingkinder, Armut, Lokalpolitik, Arbeitermilieu. Der Roman Wenn sie morgen kommen wurde 1981 für das DDR-Fernsehen mit dem Titel Der ungebetene Gast unter der Regie von Peter Wekwerth verfilmt. 2004 erschien der Film Turi von Lotty Wohlwend und Renato Müller, basierend auf dem Roman Die Fertigmacher sowie Honeggers Leben nach den Erziehungsanstalten.
Er starb am 15. August 2017 im Alter von 92 Jahren in Nesslau.

## Auszeichnungen
- 1974: Ehrengabe der Stadt Zürich
- 1975: Werkjahr des Kantons Zürich
- 1976: Einzelwerkpreis der Schweizerischen Schillerstiftung
- 1997: Pro Arte
- 1999: Anerkennungspreis des Kantons St. Gallen
- 2015: Anna-Göldi-Menschenrechtspreis[1]

## Werke

### Romane
- Die Fertigmacher. Benziger, Zürich 1974, ISBN 3-545-36229-9.
  - Neuauflage mit Anhangteil von Charles Linsmayer: Huber, Frauenfeld 2004, ISBN 3-423-06334-3.
- Freitag oder die Angst vor dem Zahltag. Benziger, Zürich 1976, ISBN 3-545-36251-5.
- Wenn sie morgen kommen. Huber, Frauenfeld 1977.
- Der Schulpfleger. Huber, Frauenfeld 1978.
- Der Ehemalige. Huber, Frauenfeld 1979.
- Der Nationalrat. Huber, Frauenfeld 1980.
- Schneekönig. Huber, Frauenfeld 1980.
- Alpträume. Huber, Frauenfeld 1981.
- Wegmacher. Huber, Frauenfeld 1982.
- Der Schneekönig und andere Geschichten aus dem Toggenburg. Huber, Frauenfeld 1982.
- Der Weg des Thomas J. Huber, Frauenfeld 1983.
- Ein Flecken Erde. Huber, Frauenfeld 1984.
- Das Denkmal. Huber, Frauenfeld 1985.
- Dobermänner reizt man nicht. Huber, Frauenfeld 1988.
- Armut. Huber, Frauenfeld 1994.
- Bernis Welt. Huber, Frauenfeld 1996.
- Der fremde Fötzel oder Die Wahl in den grossen Rat. Huber, Frauenfeld 1992.
- Zwillinge. Huber, Frauenfeld 2000.
- Bühler. Huber, Frauenfeld 2002.
- Götti. Huber, Frauenfeld 2006.
- Bedrohliche Tage. Huber, Frauenfeld 2009, ISBN 3-719-31527-4

### Reportagen und anderes
- Gestohlene Seelen. Verdingkinder in der Schweiz. (mit Lotty Wohlwend). Huber, Frauenfeld 2004.
- Der rote Huber. Reportagen. Huber, Frauenfeld 2007.

### Theater-Aufführungen
- Berglerleben, uraufgeführt: Wetzikon 1954.
- Alpsommer, uraufgeführt: Unterwasser 1984.
- Die Erbfamilie, uraufgeführt: Krummenau 1989.